# Johann Wulff
Jan Wulff, także Johann Wulff, także Jan Wulf, także brat Michał (ur. 1735 w Ornecie, zm. 11 marca 1807 w Oliwie) – polski cysters, organmistrz, twórca wielkich organów w archikatedrze oliwskiej.
Syn warmińskiego organmistrza Wulfa z Ornety; wnuk Johanna Georga Wulfa z Malborka, Gdańska lub Ornety. Nauki pobierał u gdańskich mistrzów. Gdy miał 16 lat jego ojciec zmarł. Przeprowadził się do Gdańska i terminował u Andreasa Hildebrandta oraz być może Fryderyka Rudolfa Dalitza, który przejął warsztat Hildebrandta.
Na przełomie 1759/1760 na zlecenie opata Jacka Rybińskiego przebudował małe organy w transepcie oliwskiego kościoła. W ciągu 24 tygodni skonstruował 14-głosowy instrument wyposażony w klawiaturę ręczną i nożną. Zadowolony z rezultatów tej pracy opat wysłał Wulffa na trzyletnią praktykę organmistrzowską do Niemiec i Holandii. Po powrocie, 23 stycznia 1763 Wulff złożył śluby zakonne i wstąpił do klasztoru pod imieniem brata Michała.
W kolejnych latach (1763–1765) zajmował się budową wielkich organów w archikatedrze oliwskiej. Wąska nawa kościoła nie pozwoliła mu zastosować tradycyjnego schematu, zdecydował się więc rozmieścić piszczałki półeliptycznie, a w głębi prospektu ustawić je w kilku kondygnacjach. Już po śmierci Rybińskiego (1782) zbudował stół do gry z trzema klawiaturami ręcznymi i jedną nożną, a także mechaniczną trakturę – mechanizm łączący klawisze z wentylami piszczałek. 
Jan Wulff jest patronem gdańskiego tramwaju Pesa Jazz Duo o numerze 1053.